# Veľká Ves
Veľká Ves je obec na Slovensku v okrese Poltár v Banskobystrickém kraji. Žije v ní 410 obyvatel.

## Historie
Obec má naleziště z doby bronzové a ze starší doby železné, což svědčí o nepřetržitém osídlení lokality. První písemná zmínka o vsi Magna Villa je z roku 1335, když patřila divinskému panství. V roce 1424 měla název Nag Falw. Od roku 1540 vesnice patřila rodině Mocsáryových. První soupis obyvatel provedli Turci v roce 1554. Obyvatelstvo se zabývalo zemědělstvím, hrnčířstvím a kolářskou výrobou.

## Pamětihodnosti
- Evangelický kostel, klasicistní centrálně orientovaná stavba s půlkruhový ukončeným presbytářem a věží tvořící součást hmoty kostela z roku 1772. Kostel prošel obnovou v roce 1802, kdy byla vybudována věž s barokní helmicí. Ve věži se nachází barokní zvon z roku 1776.

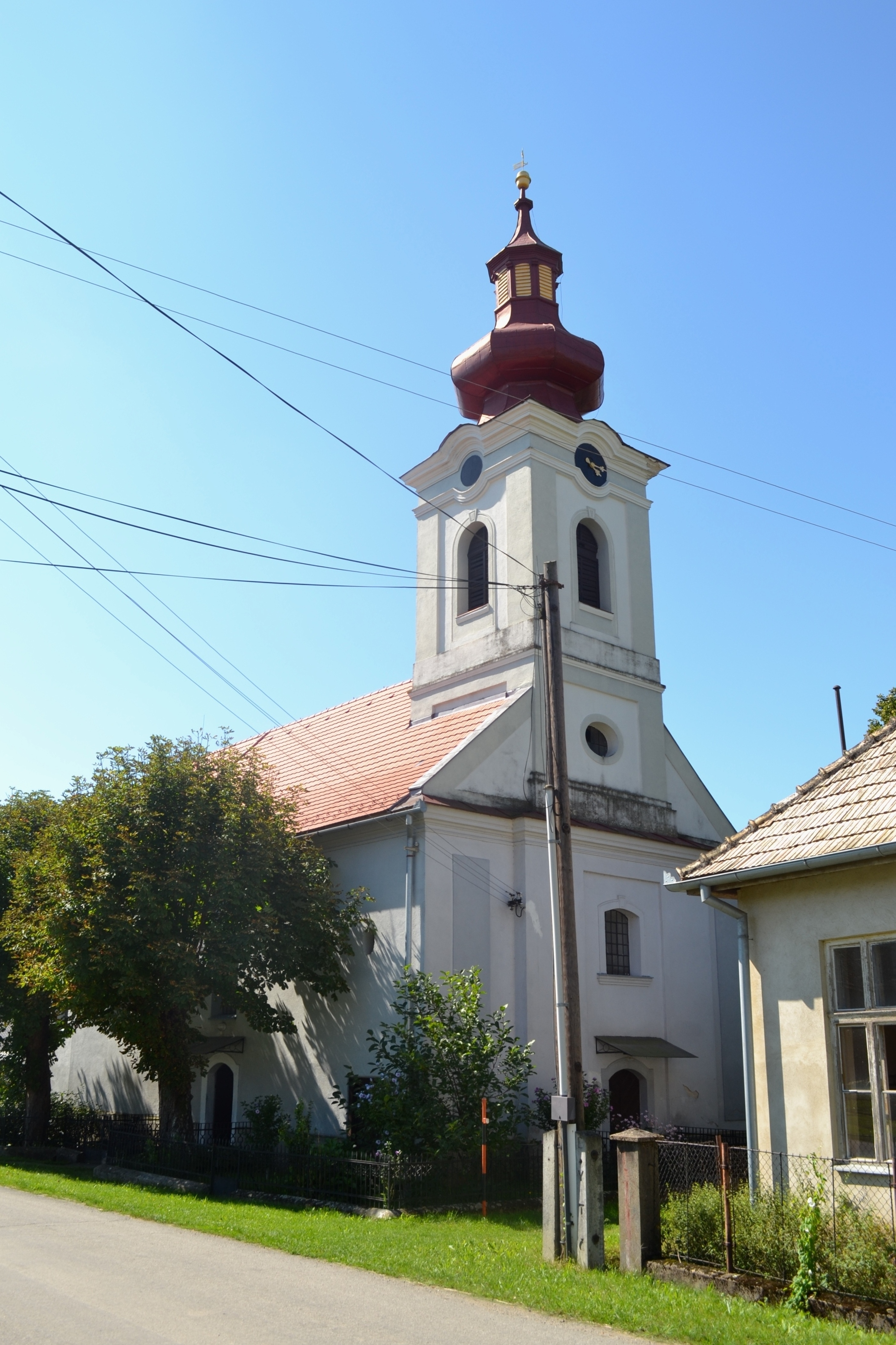
Evangelický kostel
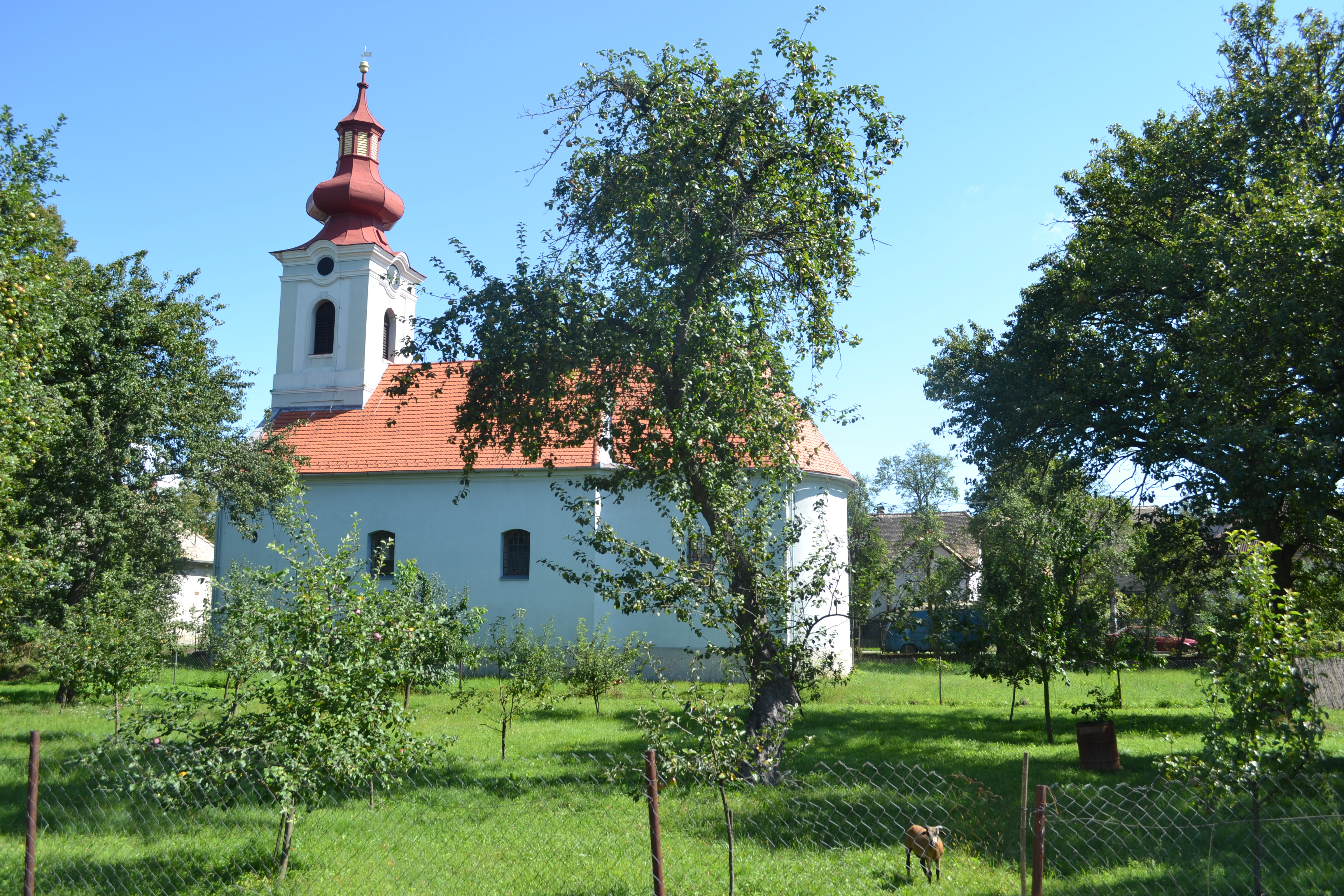